# Phantom of the Opera (Canción)
Phantom of the Opera es una canción de la banda de heavy metal Iron Maiden lanzada en el año 1980 con el resto del álbum Iron Maiden, dicha canción es una de las favoritas de los fans y todavía es tocada en conciertos de la banda.
Uno de los primeros Lives de esta canción fue el de Live at the Rainbow (video) grabado el 21 de diciembre de 1980 y publicado 1981, junto con varias canciones del segundo álbum, Killers una de estas Killers.

## Canción
La canción comienza con un riff de guitarra bastante pegadizo, aunque no se ha tocado mucho en directo, uno de los más conocidos son los de los conciertos del live de The Early Days en Ullevi y el live video Flight 666 (video) y también en su primer video grabado Live at the Rainbow
Phantom of the Opera dura en su versión de estudio 7:20 minutos y se encuentra en el Álbum debut de Iron Maiden Iron Maiden (álbum), además se encuentra en la reedición del disco Live After Death del año 1998

## Letra

### Letra original
I've been looking so long for you now you won't get away from my grasp.
You've been living so long in hiding in hiding behind that false mask.
And you know and I know that you ain't got long now to last.
Your looks and your feelings are just the remains of your past.
You're standing in the wings; there you wait for the curtain to fall.
Knowing the terror and holding you have on us all.
Yeah, I know that you're gonna scratch me, maim me and maul.
You know I'm helpless from your mesmerising cat call.
Keep your distance, walk away, and don't take his bait.
Don't you stray, don't fade away.
Watch your step, he's out to get you, come what may.
Don't you stray, from the narrow way?
I'm running and hiding in my dreams you're always there.
You're the Phantom of the Opera, you're the devil, and you're just out to scare.
You damaged my mind and my soul it just floats through the air.
You Haunt me, you taunt me, you torture me back at your lair.

### Letra en español
Te h estado buscando tanto tiempo que no conseguirás alejarte de mi alcance.
Has estado viviendo tanto tiempo en la clandestinidad escondido detrás de esa máscara falsa.
Y tú y yo sabemos que no tienes tiempo ahora para durar.
Tu apariencia y sus sentimientos son sólo los restos de Tu pasado.
Estás de pie en las alas, hay que esperar a que el telón caiga.
Sabiendo el terror y la explotación que tiene en todos nosotros.
Sí, sé que vas a rasguñarme, mutilarme y golpearme.
Sabes que estoy indefenso ante tu llamada fascinante.
Mantén tu distancia, vete, y no muerdas su cebo.
No te pierdes, no te desvanezcas.
Anda con cuidado, te está buscando, pase lo que pase.
No te pierdes, desde el camino estrecho?
Estoy corriendo y escondiéndome, en mis sueños siempre estás ahí.
Eres el fantasma de la ópera, eres el diablo, y que está justo fuera de asustar.
Dañaste mi mente y mi alma simplemente flota por el aire.
Me persigues, me burlas, me torturas de vuelta a tu guarida.

## Integrantes
- Steve Harris - Bajo
- Paul Di'Anno - Vocalista
- Dave Murray - Guitarra, 1er y 2do solos de guitarra
- Dennis Stratton - Guitarra, 3er solo de guitarra
- Clive Burr - Batería